# F. Gordon A. Stone
Francis Gordon Albert Stone (Exeter, 19 de mayo de 1925 -6 de abril de 2011.), conocido como Gordon, fue un químico británico, que fue un investigador prolífico y condecorado por ello. Se especializó en la síntesis de los elementos de los grupos principales y los componentes de la Química organometálica del metal de transición. Fue autor de más de 900 papers dando como resultado un Índice h de 72 en 2011.

## Biografía
Gordon Stone se graduó en 1948 y se doctoró en 1951 en el Christ's College (Universidad de Cambridge), donde estudiaría bajo la tutela de Harry Julius Emeléus.
Después de graduarse, estuvo becado en el Programa Fulbright en la Universidad del Sur de California durante dos años, antes de ser el instructor en el Departamento de Química del Universidad de Harvard, y fue profesor asistente en 1957. Fue profesor distinguido de Química de la Robert A. Welch de la Universidad de Baylor, Texas hasta 2010. Pero su periodo más productivo fue el de Profesor de Química inorgánica de la Universidad de Bristol , (1963–1990), donde publicó centenares de papers durante 27 años. En este aspecto, rivalizó con su contemporáneo Geoffrey Wilkinson.
Elegido por la Royal Society of Chemistry en 1970, y por la Royal Society en 1976, fue galardonado con la Medalla Davy "En reconocimiento a sus muchas contribuciones distinguidas a la química organometálica, incluido el descubrimiento de que las especies que contienen carbono-metal de enlaces múltiples metal-metal son reactivos versátiles para la síntesis de compuestos de racimo con enlaces entre diferentes elementos de transición" en 1989.
Entre los muchos focos de sus estudios se encontraban complejos de fluorocarbono, isocianuro, poliolefina y alquilodinos. En Baylor, mantuvo su investigación sobre el Borano, un tema que le interesó durante toda su vida.
Su autobiografía Leaving No Stone Unturned, Pathways in Organometallic Chemistry, fue publicada en 1993. Con Wilkinson, editó la influyentes serie Comprehensive Organometallic Chemistry y con Robert West la serie Advances in Organometallic Chemistry.

## Distinciones
- Miembro de la Royal Society of Chemistry (1970)
- Miembro de la Royal Society (1976),[6] Vice-President 1987-1988
- Medalla Chugaev del Instituto Kurnakov (Academia de Ciencias de Rusia) (1978)
- Premio Ludwig Mond de la Royal Society of Chemistry (1983)
- Premio de la American Chemical Society de Química Inorgánica (1985)
- Premio de la Sir Edward Frankland de Royal Society of Chemistry (1988)
- Medalla Davy de la Royal Society (1989)
- Premio Longstaff de la Royal Society of Chemistry (1990)
- Comandador del Orden del Imperio Británico (1990)